# Louisville (Nebraska)
Louisville – miasto w Stanach Zjednoczonych, w stanie Nebraska, w hrabstwie Cass.